# Centro de Artes e Espectáculos

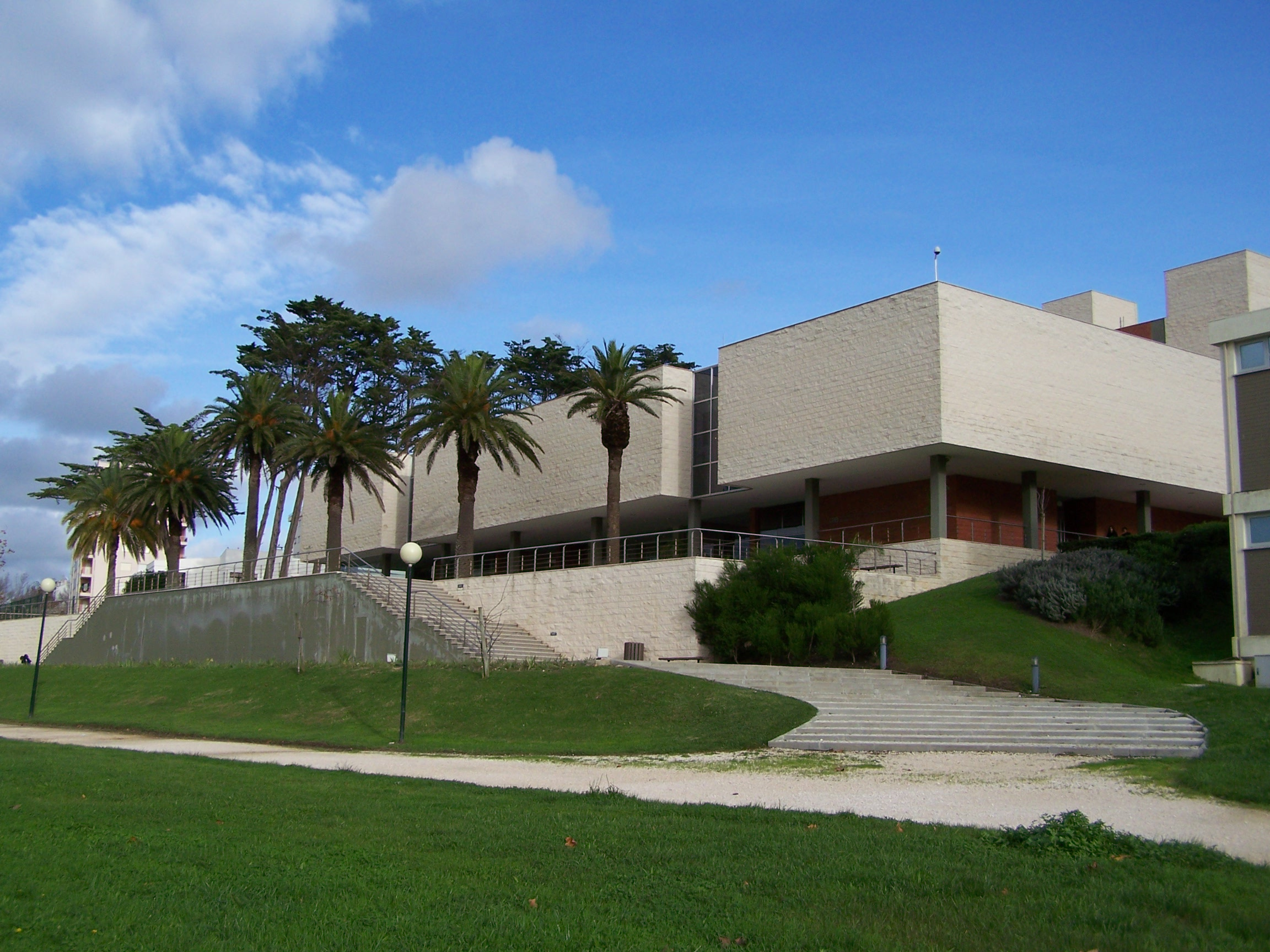
O CAE (2006)

O Centro de Artes e Espectáculos (CAE) localiza-se na cidade portuguesa da Figueira da Foz, e tem o nome do Presidente de Câmara que lançou a primeira pedra: Pedro Santana Lopes (Presidente de Câmara eleito pelo PSD, em 1997)
Projetado pelo arquiteto Luís Marçal Grilo e inaugurado em 2002, conquistou o lugar de pólo cultural importante para a região, com dimensão nacional. Propriedade municipal, foi gerido pela própria câmara municipal figueirense, sendo hoje da responsabilidade da empresa municipal Figueira Grande Turismo. 
Está situado no centro da cidade, junto ao parque das Abadias e em vizinhança direta do Museu Municipal Santos Rocha, e foi concluído em 2002,  no mandado do Presidente de Câmara (PSD), António Baptista Duarte Silva. 
Dispõe de uma sala com 832 lugares, uma de 200 lugares, um anfiteatro ao ar livre para 300 pessoas, e duas salas polivalentes para 100 pessoas. É palco de concertos (ópera, música clássica, jazz, pop/rock) e de teatro, além da sua programação de cinema e de exposições de artistas, maioritariamente contemporâneos (fotografia, pintura, artes plásticas).
No equipamento existe a Escola de Artes do Cae, uma escola artística onde crianças, jovens e adultos aprendem Teatro, Dança e Música. É nesta escola que reside o Coro das Pequenas Vozes da Figueira da Foz, presença assídua na Gala dos Pequenos Cantores da Figueira da Foz.￼